# L'intervallo
L'intervallo è un film italiano del 2012 diretto da Leonardo Di Costanzo, presentato alla 69ª Mostra internazionale d'arte cinematografica di Venezia nella sezione Orizzonti.

## Trama
Salvatore è un diciassettenne che passa le sue giornate in un quartiere periferico di Napoli aiutando il padre, venditore ambulante di granite, a vendere limonate per la strada. Un giorno gli viene affidato, dagli attendenti di un boss del quartiere, il compito di sorvegliare una ragazza di quindici anni, Veronica, che dovrà rimanere chiusa tutto il giorno nell'edificio abbandonato nel cui cortile Salvatore e il papà conservano i carretti ambulanti. Salvatore e Veronica, prima diffidenti e ostili, instaurano nel corso della giornata una relazione di amicizia, riscoprendo la spensieratezza e la capacità di sognare che ben si addice alla loro età. Esplorano l'ampio parco abbandonato dell'edificio, raccolgono fiori da mettere sotto la foto di una giovane suicida, giocano a fantasticare di navigare su una barca abbandonata nei sotterranei allagati.
Veronica racconta di essere in punizione per aver frequentato un ragazzo di un clan avversario. I due si scambiano i loro sogni, fantasticano di distruggere le loro esistenze senza prospettive.
Quando arriva la sera, il boss viene a parlare a Veronica. Lei, che aveva consegnato a Salvatore un foglio sul quale raccontava la sua storia, nel caso le fosse successo qualcosa, accarezza per un attimo l'idea di uccidere il malavitoso con un punteruolo; ma alla fine si arrende, dicendo che lei al ragazzo dell'altro clan non pensa già più e si allontana sullo scooter che è venuto a prenderla, mentre Salvatore riceve una ricompensa per "il disturbo".
Al rientro del padre dalla giornata di lavoro risponde che è "Tutto a posto", la giornata si è svolta senza intoppi.
Finito l'intervallo, le vite di Salvatore e Veronica tornano nel solco prevedibile da cui per un attimo si erano allontanate.

## Distribuzione
Il film è stato distribuito nelle sale italiane il 5 settembre 2012

## Riconoscimenti
- 2013 - David di Donatello
  - Miglior regista esordiente a Leonardo Di Costanzo
- 2013 - Nastro d'argento
  - Migliore fotografia a Luca Bigazzi
  - Nomination Migliore soggetto a Maurizio Braucci e Leonardo Di Costanzo
  - Nomination Miglior regista esordiente a Leonardo Di Costanzo
- 2013 - Globo d'oro
  - Gran Premio della Stampa Estera a Leonardo Di Costanzo
  - Nomination Miglior regia a Leonardo Di Costanzo
  - Nomination Miglior opera prima a Leonardo Di Costanzo
- 2013 - Ciak d'oro
  - Migliore produttore a Carlo Cresto-Dina, Tiziana Soudani e Paolo Del Brocco[2]
  - Miglior opera prima a Leonardo Di Costanzo[2]
- 2013 - Bobbio Film Festival
  - Premio "Gobbo d'oro" al miglior film a Leonardo Di Costanzo